# Campionat d'Espanya d'autocròs
El Campionat d'Espanya d'autocròs (en castellà: Campeonato de España de autocross) és la màxima competició d'aquesta modalitat que es disputa a l'estat espanyol. Organitzat per la Reial Federació Espanyola d'Automobilisme (RFEDA) anualment des de 1978, el campionat s'instaurà després d'unes quantes edicions de l'inicial campionat estatal de Pop-Cross -celebrat entre 1974 i 1980- i durant uns anys s'anomenà oficialment Campionat d'Espanya de velocitat en circuit de terra (Campeonato de España de velocidad en circuito de tierra).

## Característiques
El calendari oficial inclou proves celebrades a diferents indrets de l'estat i de Portugal. Les curses puntuables es desenvolupen en circuits de terra que superen habitualment el quilòmetre de longitud, amb una amplada mitjana recomanada de 14 metres. Entre les més consolidades n'hi ha dues de disputades a Catalunya: el "Premi Lleida", organitzat per l'Escuderia Mollerussa al Circuit Parc de la Serra de Mollerussa, i l'"Autocross Ciutat de Lleida", organitzat per l'Escuderia Lleida al Circuit de Lleida.
El campionat s'estructura en diverses categories o "divisions" independents, en qué hi competeixen turismes, car cross i prototips. Dins dels anomenats car cross hi ha també una categoria Júnior pensada per a la formació i desenvolupament esportiu de pilots novells, d'entre 13 i 17 anys. Des del 2013, a més, s'atorga el títol de campió "absolut" a aquell pilot que hagi aconseguit més punts al llarg del campionat, independentment de la categoria en què ho hagi fet.

### Divisions
Al llarg de la seva història, el campionat ha inclòs diverses divisions, algunes de les quals han desaparegut. Les que actualment resten vigents són aquestes:
- 1a Divisió ("DIV I") i Turismes. Hi són admesos els següents tipus de vehicles de turisme:
  - World Rally Car (WRC)
  - Kit Car
  - Grup A
  - Grup N
  - Prototip E1 Nacional
  - Prototip E2 Nacional
- 2a Divisió ("DIV II"), per a vehicles de tipus Off Road modificats. Hi són admesos vehicles de producció que compleixin algun d'aquests requisits:
  - Vehicles dells grups A, N, R1, R2 o R3 l'homologació dels quals estigui en vigor o caducada, de dues rodes motrius i amb una cilindrada màxima corregida de 2.000 cc.
  - Vehicles que, malgrat no ser homologats per la FIA, siguin produïts regularment en sèrie i es venguin mitjançant una xarxa comercial. Els models d'aquest apartat consten en una llista establerta per la RFEDA, a la qual se n'hi poden afegir de nous sempre que tinguin un habitacle de 4 places i la seva carrosseria/monocasc -incloent-hi les portes- sigui d'acer o un altre material produït en grans quantitats i aprovat per la RFEDA.
- 2a Divisió A ("DIV II-A"), també anomenada "Divisió Off Road Series", per a vehicles de tipus Off Road de sèrie, sense modificacions.
- 3a Divisió ("DIV III"), per als vehicles de tipus Super Buggy
- 4a Divisió ("DIV IV"), també anomenada "Car Cross", per a monoplaces de motor posterior

## Palmarès
Font:

### Divisions vigents
A 31 de desembre de 2015
| Any  | Cat. Única          | -                  | -                | -                     | -                   |
| ---- | ------------------- | ------------------ | ---------------- | --------------------- | ------------------- |
| 1978 | Lluís Sellabona     | -                  | -                | -                     | -                   |
| 1979 | Albert Saurí        | -                  | -                | -                     | -                   |
|      | Cat. A              | Cat. B             | -                | -                     | -                   |
| 1980 | José Ascaso         | Juan Doval         | -                | -                     | -                   |
| 1981 | ?                   | ?                  | -                | -                     | -                   |
|      | Agr. I              | Agr. II            | -                | -                     | -                   |
| 1982 | José Alfredo Ruiz   | José Luis Valdés   | -                | -                     | -                   |
| 1983 | Ramon Pich          | Ramon Dalmau       | -                | -                     | -                   |
| 1984 | Mario Muñoz         | Ramon Dalmau       | -                | -                     | -                   |
|      | -                   | Div II             | -                | Div III               | -                   |
| 1985 | -                   | Emili Farina       | -                | Baldiri Massegú       | -                   |
| 1986 | -                   | Emili Farina       | -                | A. Cervera            | -                   |
| 1987 | ?                   | -                  | -                | ?                     | -                   |
|      | Div I/II            | -                  | -                | Div III               | -                   |
| 1988 | Ferran Cañadó       | -                  | -                | Baldiri Massegú       | -                   |
| 1989 | Ferran Cañadó       | -                  | -                | Lluís Tamayo          | -                   |
|      | -                   | Div II             | -                | Div III               | -                   |
| 1990 | -                   | Ferran Cañadó      | -                | Josep Maria Cadellans | -                   |
| 1991 | -                   | Carlos Semper      | -                | Josep Maria Cadellans | -                   |
|      | Div I               | Div II             | -                | Div III               | -                   |
| 1992 | Adrián Aguilelda    | Salvador Fugardo   | -                | Iñaki Arburu          | -                   |
| 1993 | Miquel A. Verge     | Florencio Sánchez  | -                | Jaume Vilalta         | -                   |
| 1994 | A. Saball           | José María Karrera | -                | Jesús María Llorente  | -                   |
| 1995 | Joan Segalàs        | Jon Aguirre        | -                | Iñaki Alberdi         | -                   |
| 1996 | Josep Joan Guerrero | Jon Aguirre        | -                | Iñaki Alberdi         | -                   |
|      | Div I               | Div II             | -                | Div III               | Monoplaces          |
| 1997 | Josep Joan Guerrero | Manel Fugardo      | -                | Iñaki Alberdi         | Manuel Dalmau       |
| 1998 | Josep Joan Guerrero | Salvador Fugardo   | -                | Jon Aguirre           | Jon Aguirre         |
| 1999 | -                   | José M. García     | -                | Jon Aguirre           | Delfí Lahoz         |
| 2000 | Salvador Fugardo    | Joan Serrat        | -                | José María Llorente   | Joan J. Aranda      |
| 2001 | Salvador Fugardo    | Aitor Varela       | -                | Axier Guinea          | Delfí Lahoz         |
| 2002 | Salvador Fugardo    | Aitor Varela       | -                | Axier Guinea          | Axier Guinea        |
| 2003 | Manel Fugardo       | Joan Serrat        | -                | Axier Guinea          | Jordi Casas         |
| 2004 | José Manuel Diego   | Toni Cánovas       | -                | -                     | Delfí Lahoz         |
|      | Div I               | Div II             | Div II-A         | Div III               | Car Cross           |
| 2005 | Manel Fugardo       | Toni Cánovas       | Joan Serrat      | -                     | Perfecto Calviño    |
| 2006 | José Manuel Diego   | César Beneitez     | Jesús Iturburu   | -                     | Jordi Casas         |
| 2007 | Salvador Fugardo    | Joan Salichs       | Joaquim González | -                     | Marc Batlle         |
| 2008 | ?                   | ?                  | ?                | ?                     | ?                   |
| 2009 | Pablo Antelo        | Joan Salichs       | Marc Barcons     | David Pascual         | Jordi Puigvert      |
| 2010 | Víctor V. Alvarez   | Joan Salichs       | David Urbán      | Juan Carlos Barredo   | Iago Caamaño        |
| 2011 | Perfecto Calviño    | Joan Salichs       | Angel M. Pérez   | Axier Guinea          | Joan Enric De Maria |
| 2012 | Perfecto Calviño    | David Urbán        | Arkaitz Uranga   | Axier Guinea          | Eduardo Mosquera    |
| 2013 | Perfecto Calviño    | Arkaitz Uranga     | Iván Posado      | Joan Enric De Maria   | Juan José Moll      |
| 2014 | Víctor V. Alvarez   | Iván Posado        | Roger Castells   | Joan Enric De Maria   | Marc Batlle         |
| 2015 | Víctor V. Alvarez   | Iván Posado        | Jairo Gadea      | Joan Enric De Maria   | Antón Muiños        |

Notes
1. ↑  El 1979 hi hagué també un campionat estatal de "Jeep-Cross", el guanyador del qual fou Josep Lluís Juvanteny
2. ↑  Turismes
3. ↑  TT
4. ↑  Div. II
5. ↑  Vehicles TT
6. ↑  El 1996, les categories s'anomenaren "Agrupació" en comptes de "Divisió" (Agr. I, Agr. II i Agr. III respectivament)
7. ↑  El 1997, la categoria "Monoplaces" s'anomenà "Kart Cross"
8. ↑  El 2005, la categoria "Car Cross" encara s'anomenava "Monoplaces"

### Divisions desaparegudes
| Any  | Turismes          | Div IV           |
| ---- | ----------------- | ---------------- |
| 1998 | Salvador Fugardo  | Delfí Lahoz      |
| 1999 | Manel Fugardo     | Delfí Lahoz      |
| 2000 | Manel Fugardo     | Joan J. Aranda   |
| 2001 | Salvador Fugardo  | Delfí Lahoz      |
| 2002 | Salvador Fugardo  | Toni Piña        |
| 2003 | Joan Serrat       | Jordi Casas      |
| 2004 | Toni Cánovas      | Delfí Lahoz      |
| 2005 | Toni Cánovas      | Perfecto Calviño |
| 2006 | José Manuel Diego | -                |
| 2007 | Manel Fugardo     | -                |
| 2008 | ?                 | -                |
| 2009 | Joan Salichs      | -                |
| 2010 | Joan Salichs      | -                |
| 2011 | Perfecto Calviño  | -                |
| 2012 | Iván Posado       | -                |

### Campions amb més de 3 títols
A 31 de desembre de 2015
| Pilot               | Títols                                                  |
| ------------------- | ------------------------------------------------------- |
| Salvador Fugardo    | 9 (4 x Div I, 2 x Div II, 3 x Turismes)                 |
| Delfí Lahoz         | 7 (3 x Monoplaces, 4 x Div IV)                          |
| Joan Salichs        | 6 (4 x Div II, 2 x Turismes)                            |
| Manel Fugardo       | 6 (2 x Div I, 1 x Div II, 3 x Turismes)                 |
| Perfecto Calviño    | 6 (3 x Div I, 1 x Monoplaces, 1 x Turismes, 1 x Div IV) |
| Axier Guinea        | 6 (5 x Div III, 1 x Monoplaces)                         |
| Jon Aguirre         | 5 (2 x Div II, 2 x Div III, 1 x Monoplaces)             |
| Iván Posado         | 4 (2 x Div II, 1 x Div II-A, 1 x Turismes)              |
| Joan Enric De Maria | 4 (3 x Div III, 1 x Car Cross)                          |
| Joan Serrat         | 4 (2 x Div II, 1 x Div II-A, 1 x Turismes)              |
| Toni Cánovas        | 4 (2 x Div II, 2 x Turismes)                            |

1. ↑  No s'hi compten els títols absoluts.